# Johann Preuß (Theologe)
Johann Preuß (* 1620 in Guben; † 1696 in Selchow; auch Johann Preuße) war ein deutscher sozinianischer Theologe und Prediger.

## Leben
Preuß, dessen Vater Weißgerber war, studierte an der Universität Königsberg, an der er sich am 17. September 1644 immatrikulierte. Als Nächstes studierte er an Universitäten in Niederlande. Danach verbrachte er seine Zeit in Polen und kehrte 1656 nach Deutschland zurück, inzwischen war er Sozinianer geworden. Wegen dieses Umstandes zog er wieder nach Polen und wurde dort Prediger. Als die Sozianer 1660 Polen verlassen mussten, kam Preuß mit ihnen nach Brandenburg. Wegen seiner Mühen, Proselyten zu machen, verbrachte er im Jahre 1664 eine Zeit im Gefängnis. Danach war er als Prediger einer sozianischen Gemeinde in Selchow tätig, ein Ort, der im damaligen Brandenburg nahe der schlesischen Grenze lag.

## Werke
- Herzliches Saitenspiel (1657)
- Geistlicher Weihrauch (1662)
- Fastenspeise (1678)